# Tolunay Kafkas
Tolunay Kafkas (Ankara, 31 marzo 1968) è un allenatore di calcio, dirigente sportivo ed ex calciatore turco, di ruolo difensore, attuale allenatore del.Fatih Karagümrük

## Palmarès

### Giocatore

#### Competizioni nazionali
- TFF 3. Lig: 1

Keçiörengücü: 1988-1989
- Campionato turco: 1

Galatasaray: 1998-1999
- Coppa di Turchia: 2

Trazbonspor: 1994-1995
Galatasaray: 1998-1999
- Supercoppa di Turchia: 1

Trazbonspor: 1995

### Allenatore

#### Competizioni nazionali
- Coppa di Turchia: 1

Kayserispor: 2007-2008